# AgustaWestland AW609

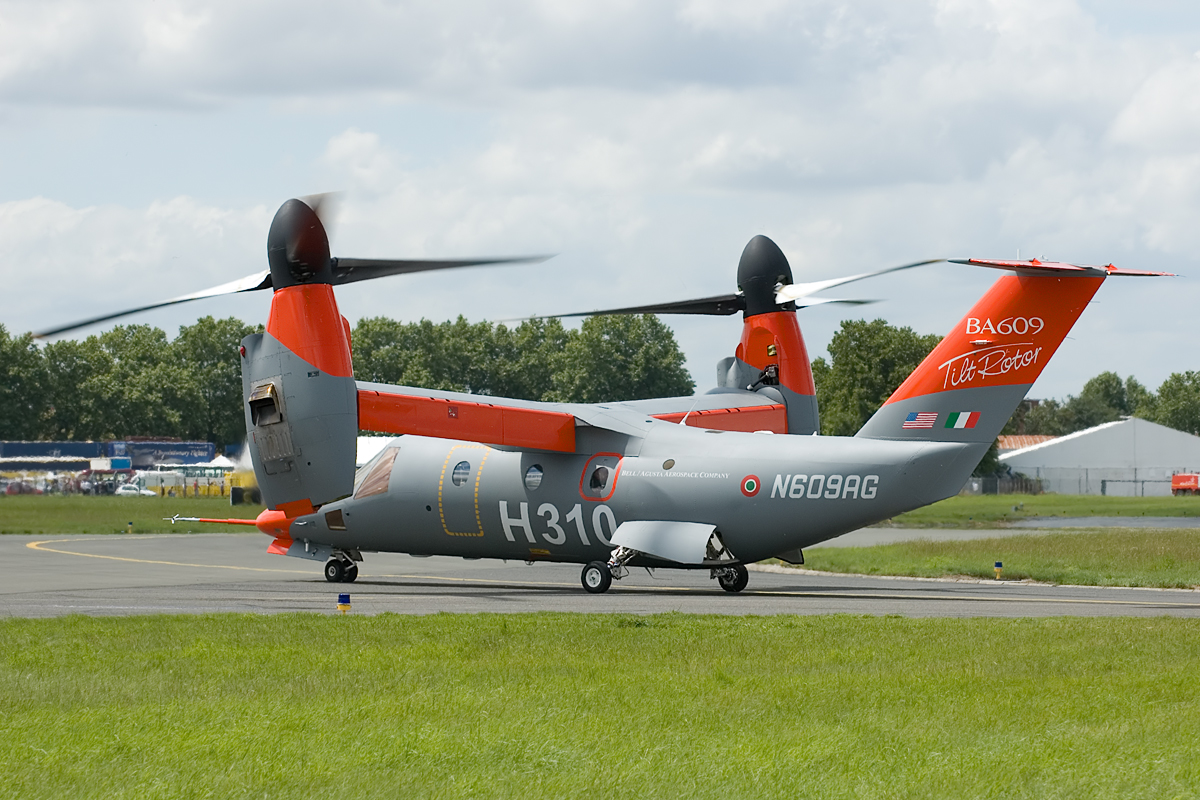
BA-609 на виставці Ле Бурже 2007

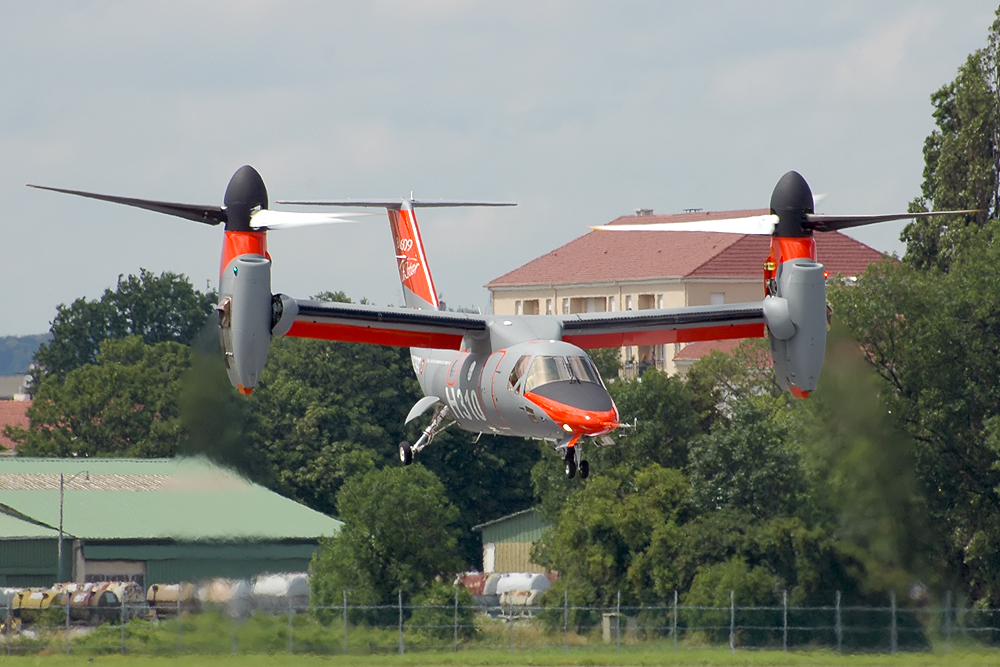
BA609 в вертолітному режимі Ле Бурже 2007

AgustaWestland AW609 (Белл-Агуста BA-609) — конвертоплан. Виробник: Bell/Agusta Aerospace Company. Перший у світі цивільний конвертоплан. Тестовий політ відбувся 6 березня 2003 року в Арлінгтоні, штат Техас. До початку листопада 2006 року його загальний наліт вже становить 100 годин, конвертоплан піднімався на висоту до 7 620 метрів і досягав швидкостей до 304 вузлів. Завершення сертифікації конвертоплана заплановано на 2016 рік.
Унікальні характеристики AW609 Tiltrotor поєднують в собі переваги вертольота і літака в єдиному корпусі. Зліт і посадка може проводитися як вертикально, так і за звичайною, літакової схемою (з допомогою злітно-посадкової смуги). Конвертоплан може перевозити з комфортом і зручністю бізнес-джета в найсуворіших і несприятливих погодних умовах до дев'яти осіб, у герметичній кабіні. При цьому характеристики вдвічі перевищує швидкість і діапазон типових вертольотів. AW609 представляє наступне покоління транспортних літаків для цивільних (приватних і комерційних операторів), уряду, і рятувальних служб. Цей багатоцільовий літак буде сертифікований для польотів в умовах обмерзання, і поганих метеоумов. Застосовані композитний фюзеляж і крила, передова «скляна кабіна» і повний комплект сучасної авіоніки з цифровим управлінням. Ці передові технології забезпечують новий рівень продуктивності, надійності та доступності для майбутніх операторів.
AgustaWestland отримала тверді замовлення на 70 конвертопланов.

## Авіоніка
Включає всебе:
- 3 багатофункціональних рідкокристалічні монітори з активною матрицею (AMLCDs)
- Повний пакет ППП
- Двоканальна Гондола Interface Unit (НДУ) (кожна гондола)
- Система діагностики комп'ютера і бортових систем
- Комплексна авіоніка процесора (ІПД)
- Двоканальний блок даних
- Керівництво по системі польотів
- Система індикації даних пілотажних
- Глобальна система позиціонування
- Погодний радар
- ELT

## ЛТХ
- Двигуни: два 1378kW (1848shp) Pratt & Whitney Canada PT6C67A
- Довжина (м): 13,4
- Висота (м): 4,6
- Макс. крейсерська швидкість, км/год 509
- Практична дальність, 1852 км
- Швидкопідйомність, м/хв 456
- Практична стеля, м 7550
- Статична стеля, м 3866
- Екіпаж, чол 2
- Корисне навантаження: 6-9 пасажирів або до 2500 кг вантажу